# Reina consorte de Gran Bretaña e Irlanda

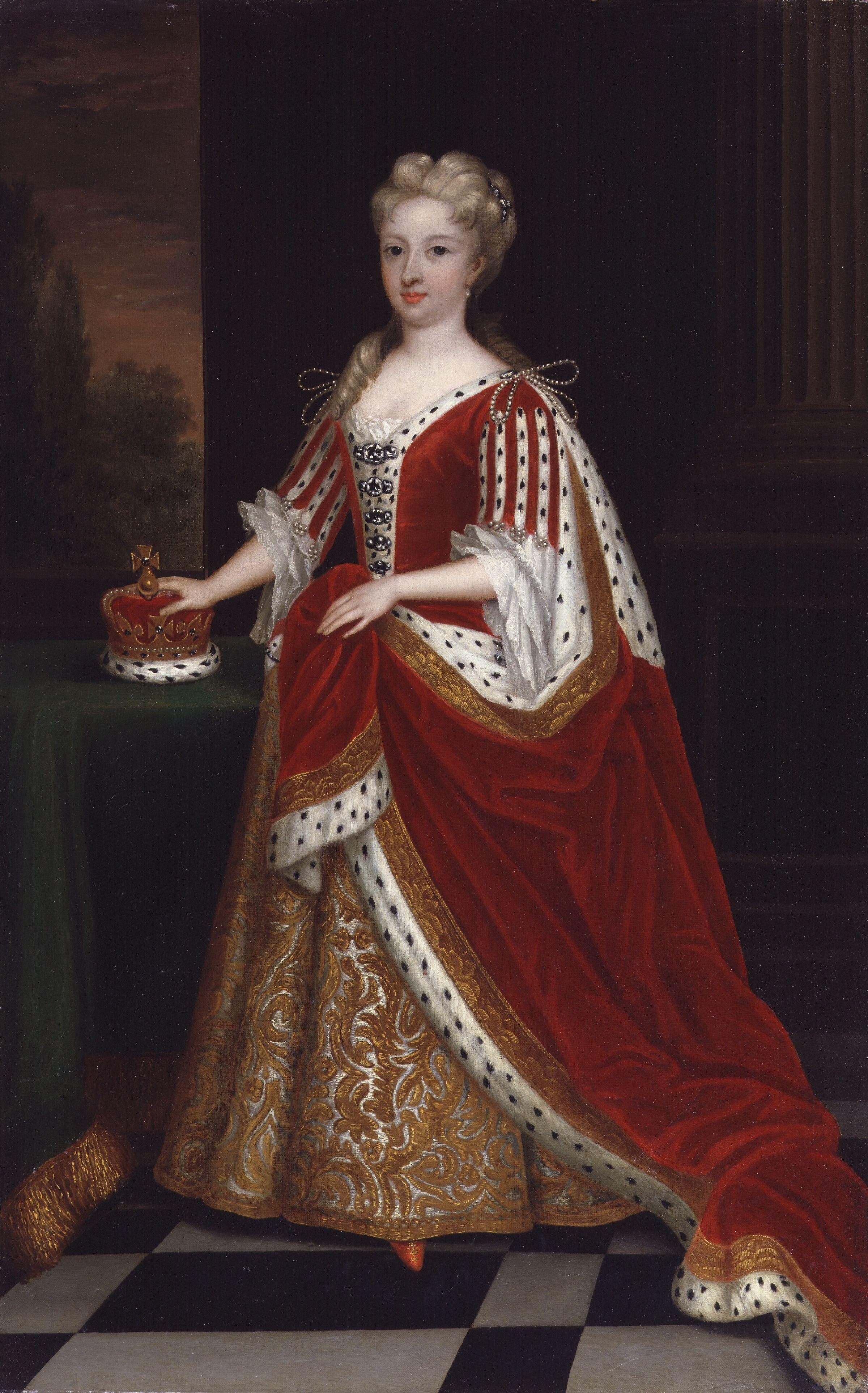
Carolina de Brandeburgo-Ansbach.

Título nobiliario británico, creado para la esposa del monarca de Gran Bretaña (Inglaterra y Escocia) e Irlanda, desde 1707 hasta 1801, sustituto del título de reina consorte de Inglaterra, Escocia e Irlanda, fue creado durante el gobierno de Ana I de Gran Bretaña, quedando vacante hasta el gobierno de Jorge II de Gran Bretaña; la creación del título se debió a que Ana I, mediante el Acta de Unión (1707), unificó las coronas de Inglaterra y Escocia. 
Fue ostentado por solo dos mujeres:
- Carolina de Brandeburgo-Ansbach, esposa de Jorge II.
- Carlota de Mecklemburgo-Strelitz, esposa de Jorge III.

Durante el reinado de Ana I (1707-1714), el título quedó vacante ya que su esposo, Jorge de Dinamarca, fue príncipe consorte de Gran Bretaña; durante el de Jorge I, quedó vacante porque su matrimonio fue disuelto antes de su acceso al trono.
Durante el reinado de Jorge III, fue creado el Reino Unido de Gran Bretaña e Irlanda, que consistió en la unión de las Coronas de Gran Bretaña e Irlanda, convirtiéndose su esposa en la reina consorte del Reino Unido.
- Datos: Q12201092